# Дубки (Покровский район)
Дубки — посёлок в Покровском районе Орловской области России. Входит в состав Столбецкого сельского поселения.

## География
Посёлок находится на левом берегу реки Миловская, впадающей в реку Неручь, на расстоянии 20 км к западу от посёлка городского типа Покровское, административного центра района.

### Часовой пояс
Посёлок Дубки, как и вся Орловская область, находится в часовой зоне МСК (московское время). Смещение применяемого времени относительно UTC составляет +3:00.

## Население
| 2010 |
| ---- |
| 69   |

## Улицы
В посёлке имеется одна улица: Поселковая.